# دعای عهد
دعای عهد (به عربی: دُعَاء ٱلْعَهْد) یکی از دعاهای شیعیان دوازده‌امامی است. این دعا که از جعفر صادق روایت شده، مشتمل بر تجدید بیعت با مهدی، امام دوازدهم شیعیان است.

## فضلیت خواندن
عباس قمی در مفاتیح‌الجنان نقل کرده‌است: «هر کس چهل صبح این دعا را را بخواند از یاران امام دوازدهم شیعیان خواهد بود،و اگر پیش از ظهور مهدی بمیرد، خداوند او را از قبرش بیرون آورد (رجعت می‌کند) تا به خدمت وی درآید.»

## زمان خواندن
زمان فضیلت خواندن دعای عهد پس از نماز صبح و قبل از طلوع آفتاب است.

## در روایات
طبق روایتی از جعفر صادق، جبرئیل به محمد گفته: «یا محمد! کسی که در ماه رمضان با دعای «اللّهمَّ رب‌َّالنّورِ العَظیم» قبل از افطار دعا کند، خداوند دعاهای او را مستجاب، نماز و روزهٔ او را قبول و ده دعای او را برآورده می‌نماید، گناهان او را می‌بخشد. غم و غصهٔ او را از بین می‌برد و گرفتاریهایش را برطرف می‌کند، حاجت او را برآورده می‌نماید، او را به مقصودش می‌رساند، عمل او را با عمل صدیقین و پیامبران بالا می‌برد،و در روز قیامت چهرهٔ او درخشان تراز ماه شب چهارده خواهد بود».
توضیح: دعایی که برای ماه مبارک توصیه شده ربطی به این دعای عهد ندارد و دعای دیگری است که با همین عبارت آغاز می‌شود.

## مضامین دعا
این دعا با اوصاف خدا شروع می‌شود، سپس از طرف همه مؤمنان به امام دوازدهم  شیعیان سلام داده می‌شود و پس عهد و پیمان از خدا می‌خواهد که اگر ظهور در طول زندگی آنها رخ نداد و مردند، هنگام ظهور دوباره زنده شوند و به دنیا بازگردند.